# Vincent Hancock
Vincent Hancock (Port Charlotte, 19 marzo 1989) è un tiratore a volo statunitense.

## Biografia
Ha vinto quattro medaglie d'oro ai Giochi olimpici in quattro differenti edizioni: a Pechino 2008, Londra 2012, Tokyo 2020 e Parigi 2024.
È un sergente dello United States Army ed è membro dell'Army Marksmanship Unit di Fort Benning.

## Palmarès

### Giochi olimpici
- 5 medaglie:
  - 4 ori (skeet a Pechino 2008; skeet a Londra 2012; skeet a Tokyo 2020; skeet a Parigi 2024).
  - 1 argento (skeet a squadre miste a Parigi 2024).

### Campionati mondiali
- 3 medaglie:
  - 2 ori (skeet a Lonato 2015; skeet a Maribor 2009).
  - 1 bronzo (skeet a Nicosia 2007).

### Campionati americani
- 1 medaglia:
  - 1 oro (skeet a Salinas 2005).

### Giochi panamericani
- 2 medaglie:
  - 2 ori (skeet a Rio de Janeiro 2007; skeet a Guadalajara 2011).